# Juha Harjula
Juha Anton Kalervo Harjula (Helsinki, 20 giugno 1942 – Helsinki, 12 marzo 2020) è stato un cestista finlandese.

## Carriera
Con la Finlandia ha disputato i Campionati europei del 1963 e i Giochi olimpici di Tokyo 1964.

## Palmarès
- Campionato finlandese: 2

ToPo Helsinki: 1960, 1965-66